# 몬티 파이튼과 성배
몬티 파이톤과 성배(Monty Python And The Holy Grail)는 영국의 6인조 코미디언 그룹 몬티 파이톤이 제작한 1975년 코미디 영화이다. 감독은 테리 길리암, 테리 존스이다. 아서왕 전설을 풍자, 희화화하였다. 이후 다양한 작품에서 오마주되었다.

## 줄거리
서기 932년, 아서 왕과 시종 팻시는 원탁의 기사에 합류할 자를 찾기 위해 브리튼 곳곳을 다니고 있었다. 그 길에서 '현명한' 베디베어 경, '용감한' 랜슬롯 경, '순수한' 갤러해드 경, '랜슬롯만큼그리용감하지못한' 로빈 경, '이영화에안나옴' 경을 기사로 받아들이고 그 휘하 시종들, 로빈의 음유시인까지 동행하게 된다. 아서왕은 기사 일행을 이끌고 캐멀롯으로 향할까 하다가 평소 캐멀롯 성에서 벌어지는 정신나간 일상을 떠올리고는 '머저리같은 곳'이라며 가지 않기로 결심한다. 그렇게 발길을 돌려 돌아가던 길에서 갑자기 하느님 (W. G. 그레이스의 모습으로 묘사)이 나타나 아서왕에게 성배를 찾으라는 계시를 내린다.
성배의 행방을 파악하기 위해 이곳저곳을 찾아다니던 아서와 기사 일행은 어느 성에 당도하는데 그곳은 이미 싸가지없는 프랑스 군인들이 점령하고 있었다. 프랑스인들은 자기네들이 성배를 갖고 있다며 빼앗고 싶으면 어디 빼앗아보라고 맘껏 비웃는다. 뒤이어 벌어진 전투에서 프랑스인들이 농장 동물들을 자비없이 투척하는 바람에 아서왕 일행은 잠시 후퇴한다. 이때 베디베어 경이 나서 트로이 토끼를 만들어 몰래 잠입하는 것이 어떠냐는 제안을 한다. 아서왕 일행은 그의 제안을 감행하지만 정작 토끼 안에 들어가는 것을 까먹고 보내는 바람에 실패하고, 속셈을 눈치챈 프랑스인들이 되려 토끼 모형을 투척하면서 아서왕 일행은 날아드는 토끼를 피해 줄행랑치고 만다. 아서왕은 아무래도 서로 흩어져서 성배의 위치를 알아보는 것이 좋겠다는 결정을 내린다. 이어 다큐멘터리를 촬영중인 '유명한 역사학자'가 등장해 아서왕 전설에 관한 설명을 이어나가려는데 난데없이 한 기사가 말을 타고 나타나 역사학자를 죽여버리고, 아서왕 일행은 경찰의 추적 수사를 받게 된다.
흩어진 기사들은 각자 여정에 나선다. 아서왕과 베디베어 경은 '24번 씬의 노인'으로부터 길을 묻고 계속 가다가, 무시무시한 "니!"라고 말하는 기사들을 마주친다. 길목을 내어달라고 실랑이를 벌이던 두 사람은 기사들이 두려워하는 말, "잇!"을 알아내고는 빠져나온다. 로빈 경은 머리 셋 달린 기사를 만나 결전에 나설 위기에 처했다가 지네들끼리 싸우는 틈을 타 도망친다. 갤러해드 경은 성배 모양의 성화에 이끌려 앤트랙스 성으로 향하는데, 이곳에는 사실 남자에 굶주린 젊은 여인 160명이 야릇한 일거리만 하며 살고 있었다. 여인들의 유혹에 넘어간 갤러해드 경은 다른 의미로 위험한 상황에 처하게 되지만 랜슬롯 경이 나서 그를 '구출'시켜버리면서 원통해한다. 이때 화살 하나가 랜슬롯 경에게 날아오는데 그 화살에 달린 쪽지를 읽어보니 스왬프 성의 여인이 자기 의사와 상관없이 강제로 결혼당하게 생겼다는 내용이었다. 바로 성으로 달려간 두 사람은 결혼식 하객들을 마구 찌르고 썰어버리다, 그 쪽지를 보낸 사람은 여인이 아닌 왕자였고 아버지의 권유에 결혼에 나섰다는 사실을 깨닫는다.
아서왕은 나머지 기사들과 재회하고 여기에 새로운 기사 세 명과 형제 메이너드, 수도승 브리트런을 일행으로 받아들인다. 그들 앞에 마법사 팀이 나타나 성배의 위치가 쓰여져 있다는 동굴을 알려준다. 그런데 그 동굴 입구를 캐르바노그의 토끼가 지키고 있으니 조심하라는 것이었다. 기사들은 겨우 토끼 하나 쯤이야 하면서 공격에 나서는데 순식간에 무시무시한 살인 토끼로 돌변하여 보르스 경, 가웨인 경, 엑터 경을 죽이고 만다. 아서왕은 메이너드가 건넨 '안티오크의 신성한 슈류탄'을 써서 토끼를 폭사시킨다. 동굴 안으로 들어간 아서왕 일행은 아리마데의 요셉이 담긴 문구를 발견하는데 성배를 찾으려면 '아아악 성'으로 가라고 적혀 있었다 (성 이름이 저렇게 된 것은 요셉이 문구를 새기다 죽었기 때문으로 일행은 추측).
이후 아서왕 일행의 여정은 애니메이션으로 진행되는데, 커다란 괴물에게 쫓기는 과정에서 메이너드가 잡아먹히면서 위기에 처하지만 애니메이터가 심장마비가 온 탓에 가까쓰로 빠져나오고 영원한 위험의 협곡에 당도하게 된다. 죽음의 다리를 건너가려는 아서왕 일행에게 24번 씬의 노인이 나타나 이 다리를 지나가려면 자신이 내는 문제 세 가지를 맞춰야 하며 틀리면 협곡 아래로 떨어진다고 경고한다. 첫 순서로 나선 랜슬롯에게 노인은 간단한 문제 세 가지를 내고 쉽게 다리를 건너간다. 뒤이어 자신있게 나선 로빈 경에게 노인은 세번째 문제에서 갑자기 예상 못한 까다로운 문제를 내어 다리 밑으로 추락하고, 갤러해드는 쉬운 문제 하나조차 놓치는 바람에 추락한다. 마지막으로 아서왕의 차례가 되자 노인은 다시 한번 세번째 문제를 어려운 것으로 내지만 아서왕이 오히려 되물어 맞받아치는 꼼수를 쓰면서 노인이 협곡 아래로 떨어진다. 이로써 아서왕과 베디베어는 다리를 건너게 된다.
다리 끝에 다다른 아서왕과 베디베어는 역사학자 살해 건으로 경찰들이 뒤쫓고 있다는 사실은 모른 채 사라진 랜슬롯 경을 찾아다닌다. 그러다 결국 아아악 성에 당도하지만 전에 봤던 그 싸가지 없는 프랑스 군인들이 벌써 점령하고 있었고 똑같이 약을 올린다. 쏟아지는 거름 세례에 후퇴한 아서왕 일행은 대대적인 기사 군단을 소집해 공성 준비에 나선다. 그리고 공격을 개시하는 그 순간, 대규모 경찰 병력이 나타나 아서와 베디베어를 역사학자 살해 혐의로 체포하고 영화 촬영 현장을 난장판으로 바꿔버린다. 경찰관들이 촬영중이던 카메라를 촬영중단 시키면서 영화가 끝난다.

## 출연

### 주연
- 그레이엄 채프먼
- 존 클리즈
- 에릭 아이들
- 테리 길리엄

### 조연
- 테리 존스
- 마이클 폴린
- 코니 부스
- 캐롤 클리브랜드
- 닐 이니스
- 비 뒤펠
- 존 영
- 리타 데이비스
- 샌디 존슨
- 조니 플린
- 피오나 고든
- 로이 포지 스미스

## 기타
- 미술: 로이 포지 스미스
- 의상: 하젤 페디그

## 같이 보기
- 몬티 파이톤 - 완전히 다른 것을 위하여
- 몬티 파이톤 - 삶의 의미